# Cazalis (Gironde)
Cazalis ist eine französische Gemeinde mit 255 Einwohnern (Stand: 1. Januar 2022) im Département Gironde in der Region Nouvelle-Aquitaine; sie gehört zum Arrondissement Langon und zum Kanton Le Sud-Gironde. Die Einwohner werden Cazalisiens genannt.

## Geografie
Cazalis liegt etwa 60 Kilometer südsüdöstlich von Bordeaux. An der südlichen Gemeindegrenze verläuft der Fluss Naou. Umgeben wird Cazalis von den Nachbargemeinden Préchac im Norden und Nordosten, Lucmau im Osten und Südosten, Callen im Süden und Südwesten sowie Bourideys im Westen und Nordwesten.

## Bevölkerungsentwicklung
| Jahr                      | 1962 | 1968 | 1975 | 1982 | 1990 | 1999 | 2006 | 2013 |
| Einwohner                 | 231  | 199  | 180  | 158  | 177  | 179  | 210  | 242  |
| Quelle: Cassini und INSEE |      |      |      |      |      |      |      |      |

## Sehenswürdigkeiten
- Kirche Sainte-Madeleine (siehe auch: Liste der Monuments historiques in Cazalis (Gironde))

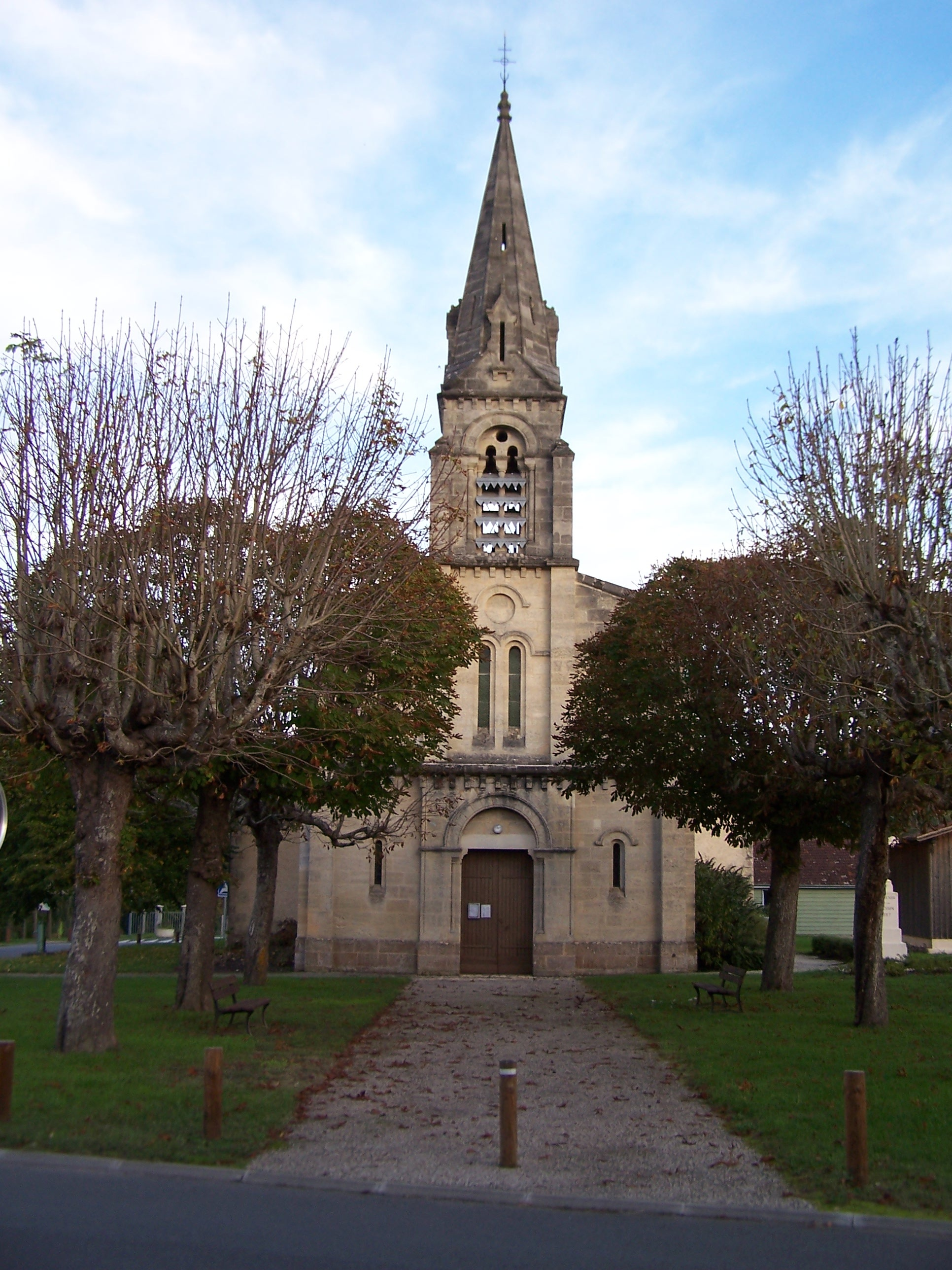
Kirche Sainte-Madeleine